# Antanàclasi
L'antanàclasi (del grec: ἀντανάκλασις, antanáklasis) és un recurs literari consistent a crear un joc de paraules amb el doble sentit de paraules aprofitant l'homonímia (o a vegades la polisèmia) d'aquells mots. És a dir, la coincidència formal però no de significat fa que en una mateixa construcció es vegi com a anòmala la juxtaposició dels dos elements, com es veu a l'exemple "Roba roba a la botiga", on el verb "robar" coincideix amb la "roba" i es crea un equívoc. També pot succeir ajuntant diverses paraules per crear un efecte d'homínimia, com es veu a "Cap allà, capellà!" (en pronúncia central). És una figura propera a la paronomàsia, ja que combina elements fonètics i semàntics.